# Roskilde Vikings Rugby Klub
Roskilde Vikings Rugby Klub er en dansk rugbyklub, der er hjemmehørende i Roskilde.
Roskilde Vikings Rugby Klub blev startet den 22. august 2010 af Kenneth Nielsen. Ca. 15 herrespillere deltog i den første træning. Der har tidligere været en rugby klub i Roskilde, men der findes ingen viden om denne klub.
Klubben blev etableret som en del af Vor Frue Idrætsforening (VFI) da faciliteterne ikke blev udnyttet fuldt ud. Kenneth Nielsen havde stiftet bekendtskab med rugby som udvekslingsstudent i Perth i Australien i 1995, og så sporten som en mulighed for at øge medlemstallet. 
Bestyrelsen i VFI var meget støttende, og accepterede indkøb af det nødvendige udstyr og er forsat vært for de sportslige aktiviteter, mens Roskilde Vikings Rugby Klub holder fokus på at promovere sporten og skaffe midler hertil.
Siden 2010 med opstart af et herrehold er medlemstallet steget stille og roligt. Blandt andet grundet opstart af børne- & ungdomsrugby i 2016 og senere med et kvindehold i 2019.

Hæder:
Vikings mænd:
Scandinavian 7s 2016 Bowl vindere.
Vikings ungdom:
Fritz Feyerherm Turnering i Berlin 2018. Roskilde Vikings & Dragør Rugby Klub (U14).1. plads.
Fritz Feyerherm Turnering i Berlin 2018, Berlin 2018. Roskilde Vikings & Dragør Rugby Klub (U12). 2. plads.

Dansk B&U Mesterskab 2019. Roskilde Vikings & Dragør Rugby Klub (U14). 3. plads.
| Rugby | Spire Denne artikel om rugby er en spire som bør udbygges. Du er velkommen til at hjælpe Wikipedia ved at udvide den. |